# Explosión en CAVIM
La Explosión en la Compañía Anónima Venezolana de Industrias Militares (CAVIM) ocurrida el 30 de enero de 2011. En realidad fue un evento ocurrido en varios depósitos del Arsenal Militar, Batallón "José Manuel Toro" en la Ciudad de Maracay, Venezuela, en la que se registró una víctima fatal y provocando daños de infraestructura en los alrededores, además de esparcir esquirlas y restos de municiones.

## Desastre
La explosión fue causada por una detonación espontánea, presuntamente de una granada, a eso de las 4 de la madrugada del 30 de enero. La fuerte explosión conmocionó a los habitantes de la ciudad de Maracay, por numerosas explosiones en el arsenal Militar, ubicado en la Avenida Bolívar de Maracay, sector conocido como Tapa-Tapa.
La información fue difundida por el servicio de emergencias 171 en su cuenta oficial en Twitter. Poco después, a través de la misma red social, el ministro de Interior y Justicia, Tareck El Aissami, confirmó el suceso. Al sitio se trasladaron bomberos para controlar la situación. Las explosiones continuaron por al menos una hora. La vibración y el humo se sintió en todas las zonas aledañas. Autoridades y efectivos de los cuerpos de seguridad iniciaron el desalojo en los urbanismos cercanos. El gobernador del estado Aragua, Rafael Isea reportó la muerte de una mujer llamada Evelyn Marrero de 50 años de edad. Igualmente 3 personas resultaron heridas.
El comandante de la Cuarta División de Blindados de Maracay, Cliver Alcalá, explicó que las familias residenciadas en los alrededores de esta instalación militar estaban siendo evacuadas hacia espacios abiertos que fueron acondicionados para atenderlos como el parque del Ejército, popularmente conocido como Las Ballenas, el Coliseo Deportivo El Limón y el Cuartel Páez. Más de 10.000 personas fueron evacuadas en un radio de seis kilómetros a la redonda. No hubo indemnización a las víctimas.